# Almeno pensami
Almeno pensami è un singolo del cantante italiano Ron, pubblicato il 6 febbraio 2018.
Si tratta di un brano inedito scritto da Lucio Dalla, la cui interpretazione da parte di Ron è stata presentata in gara dallo stesso al Festival di Sanremo 2018 ed inserita nella sua raccolta Lucio!, dedicata proprio al compianto cantautore bolognese.
Sin dall'inizio il brano viene dato fra i favoriti  alla vittoria, ma si classifica quarto, vincendo tuttavia il Premio della Critica "Mia Martini". Nella serata sanremese dedicata ai duetti, il pezzo viene cantato con Alice.

## Tracce
- Download digitale

1. Almeno pensami – 3:30

## Video musicale
Il videoclip della canzone è stato diretto da Gianluca "Calu" Montesano.

## Classifiche
| Classifica (2018) | Posizione massima |
| ----------------- | ----------------- |
| Italia            | 41                |